# Benjaminites
Les Benjaminites, ou Benê Yamîna, « Fils de la droite » (au sud), par opposition aux Bensimalites, ou Benê Sim'al, « Fils de la gauche », (au nord de l'Euphrate), représentent la division fondamentale des Bédouins Hanéens, « gens qui vivent sous la tente ». Ils appartiennent aux Amorrites, qui ont envahi la Mésopotamie au début du IIe millénaire av. J.-C..
Les Benjaminites et les Bensimalites sont principalement installés en Haute-Djézireh syrienne bien documentée entre les IIIe et IIe millénaire av. J.-C. grâce aux archives de Mari.
Trois zones de sédentarisation avec villes fortes ont été mises en évidence :
- À l'ouest : Alep au nord et Qatw au sud
- Autour de Mari (sur l'Euphrate)
- Autour du Balih ou Balikh (en amont de l'Euphrate)

## Les relations entre les Benjaminites et Zimrî-Lîm, roi de Mari
Les relations entre les Benjaminites et le roi de Mari occupent une place très importante dans la documentation en raison de leur nature conflictuelle. Lors de son accession au pouvoir, Zimrî-Lîm semble avoir bénéficié du soutien des Benjaminites. Or, Zimrî-Lîm était le représentant et le roi de l'autre tribu hanéenne, celle des Bensimalites. Une fois Zimrî-Lîm installé sur le trône de Mari, les relations avec ses anciens alliés se détériorent rapidement.

Dès la troisième année du règne de Zimrî-Lîm (1773-1772), dite « année de l'Ah-Purattim », de graves affrontements éclatent avec les Benjaminites. La victoire décisive fut remportée par Zimrî-Lîm dans Dûr-Yahdun-Lîm, place forte du district de Saggarâtum. Dans cette lutte, le roi de Mari aurait été aidé par les armées de Qatnâ et de Babylone. À la suite de cette victoire, Zimrî-Lîm s'empare des villes de Mišlan et Samânum, respectivement situées dans les districts de Mari et Terqa, dont il rase préventivement les fortifications.

Les Benjamnites n'avaient cependant pas dit leur dernier mot. À la fin de la quatrième année du règne de Zimrî-Lîm (1772-1771), la guerre reprend. Les Benjaminites pouvaient s'appuyer sur de solides alliances tribales dans le Zalmaqum et les tensions croissantes entre Mari et Eshnunna, puissance cité de Haute-Mésopotamie. Au début de la cinquième année (1771-1770), la guerre se généralise à toute la Haute-Djézireh syrienne. Plusieurs rois vassaux se révoltent contre Zimrî-Lîm. Eshnunna entre à ce moment dans le conflit et envoie deux armées contre Mari et ses alliés : 15 000 hommes vers le nord et une armée de 5000 à 6000 hommes vers le sud. L'intervention de Babylone aux côtés de Mari à la fin du conflit permet de signer une paix dans des conditions acceptables pour Zimrî-Lîm.

L'année suivante (1770-1769) voit la réconciliation entre les Bensimalites et les Benjaminites. C'est la première année de paix du règne de Zimrî-Lîm. Il écrit lui-même « jamais encore, je n'ai pu faire rentrer dans mon pays une récolte dans la paix ».[réf. nécessaire]

## Mode de vie
Leur mode de vie des Bédouins n'était pas totalement nomade mais plutôt semi-nomade. Ils circulaient une partie de l'année pour faire paître leurs troupeaux de moutons sur les terres disponibles. Cependant, ils possédaient aussi des villes et des villages dans lesquels ils échangeaient les marchandises, pouvaient se ravitailler ou s'établir quelque temps. Une partie de la tribu pouvait être établie de façon sédentaire tout en gardant les solidarités tribales avec les nomades.

## Le rapport avec les sédentaires
La division entre nomades et sédentaires n'était pas toujours très nette pour les raisons évoquées ci-dessous. Toutefois, l'utilisation des terres de pâture et l'accès aux points d'eau entraînaient des conflits réguliers entre les éleveurs et les cultivateurs ou entre les nomades. C'est là qu'intervenait le rôle des autorités et du Merhum. Il fallait trouver un terrain d'entente acceptable par les deux parties. En temps normal, le partage se faisait de la façon suivante : les sédentaires occupaient les terres arables, fertiles, le long des cours d'eau et des zones irrigables et les nomades contrôlaient la steppe en marge du désert. Après les invasions amorrites, notons toutefois que ces derniers avaient également pris le contrôle de certaines localités dans la vallée de l'Euphrate où nomades et sédentaires se sont mélangés au fil du temps. Citons les localités de Mišlân et Appân situées respectivement en amont et en aval de Mari ou encore Samânum dans le district de Terqa.
Les Benjaminites étaient commandés par des rois (les dawidum) assistés de chefs des pâtures, "merhû"".[réf. nécessaire]

### Généralités
- Paul Garelli, Jean-Marie Durand, Hatice Gonnet, Catherine Breniquet, Le Proche-Orient Asiatique, tome 1. Des origines aux invasions des peuples de la mer, P.U.F., Paris, 1997.
- J.-C. Margueron, Mari : métropole de l'Euphrate au IIIe et au début du IIe millénaire av. J.-C., ERC, 2004

### Atlas
- Michael Roaf, Atlas de la Mésopotamie et du Proche-Orient ancien (traduction française de Philippe Talon), éd. Brepols, Turnhout (Belgique), 1991.

### Sur les nomades et la Syrie.
- Pierre Marello, « Vie Nomade », dans “Florilegium Marianum”, Mélanges en l’honneur de Michel Fleury, Mémoires de NABU no 1, SEPOA, Paris, 1992, p. 115.
- Pierre Villard, « Nomination d’un Scheich », dans “Florilegium Marianum” II, Mémorial Maurice Birot, Mémoires de NABU no 3, SEPOA, Paris, 1994, p. 291.
- Daniel Soubeyran, « Les Yaminites et l’expédition de Babylone », dans ARMT XXIII, ... p. 358.
- Jean-Marie Durand, « Le culte des bétyles en Syrie », dans “Miscellanea Babylonica”, Mélanges offerts en l’honneur de Maurice Birot, Éditions de Recherche sur les Civilisations, Paris, 1985, p. 79.

### Séries de publications et revues
- Archives Royales de Mari, Transcription et Traduction (ARMT) : publication des textes provenant de Mari,
- Mari, Annales des Recherches Interdisciplinaires (MARI) : revue consacrée en priorité à Mari

### Édition de textes
- J-M.Durand, Les Documents épistolaires du palais de Mari, 3 vol., Le Cerf, LAPO, Paris, 1997, 1998, 2000